# 贝里亚克
贝里亚克（法語：Berriac，法語發音：[bɛʁjak] ⓘ）是法国奥德省的一个市镇，属于卡尔卡松区。

## 地理
贝里亚克（43°13'0"N, 2°24'49"E）面积2.67 平方千米，位于法国奧克西塔尼大區奥德省，该省份为法国南部沿海省份，北起塔恩省，西北接上加龙省，西接阿列日省，南至东比利牛斯省，东临地中海，东北与埃罗省接壤。
与贝里亚克接壤的市镇（或旧市镇、城区）包括：卡尔卡松、特雷布、维勒迪贝尔。

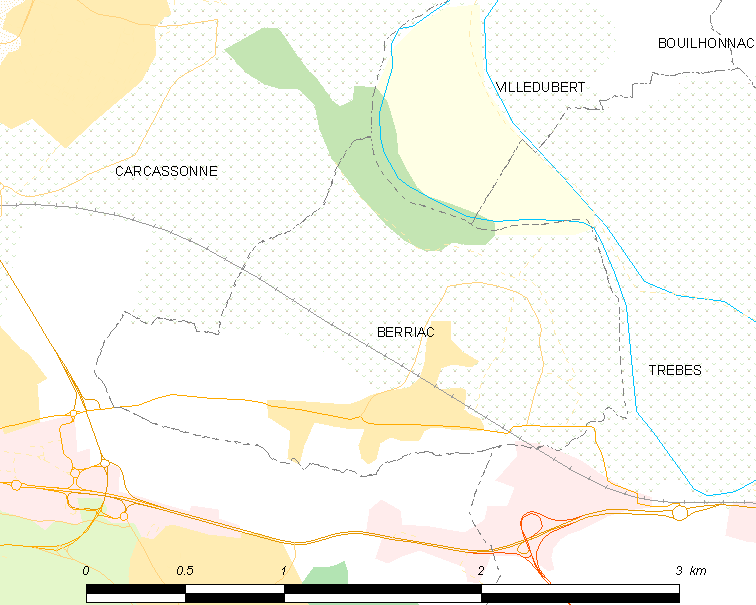
贝里亚克的OSM定位图

贝里亚克的时区为UTC+01:00、UTC+02:00（夏令时）。

## 行政
贝里亚克的邮政编码为11000，INSEE市镇编码为11037。

## 政治
贝里亚克所属的省级选区为亚拉里克山县。

## 人口

1962-2008年间贝里亚克人口变化图示

贝里亚克于2022年1月1日时的人口数量为958人。